# 오타 고사쿠
오타 고사쿠(桜多吾作, 1948년 3월 16일 ~ 2022년 12월 12일)는 일본의 만화가이다.
야마가타현 가미노야마시에서 태어났다. 이시노모리 쇼타로의 어시스턴트를 거친 뒤 야마가미 준이치로(山上純一郎)라는 필명의 소녀만화가로 데뷔했다. 소년만화로 활약하면서 기타가와 유타카(北川寛)·오타 준이치(太田順一) 등의 필명을 쓰다가 본명인 오타 고사쿠를 썼다.
대표작으로는 《낚시바보대장》(1980~1984)과 마징가 시리즈의 연재 만화 등이 있다.
2022년 12월 12일 코로나-19 감염으로 사망했다.